# Giovanni Diana
Giovanni Diana (Bari, 18 giugno 1823 – Bari, 8 ottobre 1903) è stato un politico italiano.

## Biografia
Fu senatore del Regno d'Italia dalla XIV legislatura; si dimise il 28 marzo 1890 perché accusato di bancarotta fraudolenta. Venne poi assolto con formula piena dalla Corte di Assise di Trani.
È antenato del politico Alfredo Diana.